# Розподіл Фішера
Розподіл Фішера або F-розподіл у теорії імовірностей — двопараметричне сімейство абсолютно неперервних розподілів. F-розподіл часто зустрічається як розподіл тестової статистики коли нульова гіпотеза вірна, особливо в тесті відношення правдоподібності, найважливіший випадок аналіз дисперсії (див. F-тест).

## Визначення
Нехай {\displaystyle Y_{1},Y_{2}} — дві незалежні випадкові величини, що мають розподіл хі-квадрат: {\displaystyle Y_{i}\sim \chi ^{2}(d_{i})}, де {\displaystyle d_{i}\in \mathbb {N} ,\;i=1,2}. Тоді розподіл випадкової величини
{\displaystyle F={\frac {Y_{1}/d_{1}}{Y_{2}/d_{2}}}},
називається розподілом Фішера зі ступенями свободи {\displaystyle d_{1}} і {\displaystyle d_{2}}. Пишуть {\displaystyle F\sim \mathrm {F} (d_{1},d_{2})}.
Щільність випадкової величини з F-розподілом з параметрами {\displaystyle d_{1},d_{2}\ (F(d_{1},d_{2}))} задається формулою:
{\displaystyle f(x)={\frac {\sqrt {\frac {(d_{1}\,x)^{d_{1}}\,\,d_{2}^{d_{2}}}{(d_{1}\,x+d_{2})^{d_{1}+d_{2}}}}}{x\,\mathrm {B} \!\left({\frac {d_{1}}{2}},{\frac {d_{2}}{2}}\right)}}={\frac {1}{\mathrm {B} \!\left({\frac {d_{1}}{2}},{\frac {d_{2}}{2}}\right)}}\left({\frac {d_{1}}{d_{2}}}\right)^{\frac {d_{1}}{2}}x^{{\frac {d_{1}}{2}}-1}\left(1+{\frac {d_{1}}{d_{2}}}\,x\right)^{-{\frac {d_{1}+d_{2}}{2}}}\!}
для дійсного числа {\displaystyle x\geq 0}, тут d1 та d2 цілі додатні числа, а B — Бета-функція.

## Моменти
Математичне очікування і дисперсія випадкової величини, що має розподіл Фішера, мають вигляд:
{\displaystyle \mathbb {M} [F]={\frac {d_{2}}{d_{2}-2}}}, якщо {\displaystyle d_{2}>2},
{\displaystyle \mathrm {D} [F]={\frac {2\,d_{2}^{2}\,(d_{1}+d_{2}-2)}{d_{1}(d_{2}-2)^{2}(d_{2}-4)}}\!}, якщо {\displaystyle d_{2}>4}.

## Властивості розподілу Фішера
- Якщо {\displaystyle F\sim \mathrm {F} (d_{1},d_{2})}, то

{\displaystyle {\frac {1}{F}}\sim \mathrm {F} (d_{2},d_{1})}.
- Розподіл Фішера збігається до одиниці: якщо {\displaystyle F_{d_{1},d_{2}}\sim \mathrm {F} (d_{1},d_{2})}, то

{\displaystyle F_{d_{1},d_{2}}\to \delta (x-1)} по розподілі при {\displaystyle d_{1},d_{2}\to \infty },
де {\displaystyle \delta (x-1)} — дельта-функція в одиниці, тобто розподіл випадкової величини-константи {\displaystyle X\equiv 1}.

### Зв'язок з іншими розподілами
- Якщо {\displaystyle F_{d_{1},d_{2}}\sim \mathrm {F} (d_{1},d_{2})}, то випадкові величини {\displaystyle d_{1}F_{d_{1},d_{2}}} збігаються по розподілу до {\displaystyle \chi ^{2}(d_{1})} при {\displaystyle d_{2}\to \infty }.